# Linia kolejowa Mühlhausen – Treffurt
Linia kolejowa Mühlhausen – Treffurt – dawna lokalna jednotorowa i niezelektryfikowana linia kolejowa w kraju związkowym Turyngia i Hesja, w Niemczech. Łączyła miejscowości Treffurt i Mühlhausen.